# Glitter and Doom Live
Glitter and Doom Live — третий концертйный альбом автора-исполнителя Тома Уэйтса, изданный в 2009 году. Альбом был записан в 2008 году во время Glitter and Doom Tour по США и Европе. На официальном сайте Тома альбом был охарактеризован так: «Первый диск предназначен для прослушивания на один вечер, даже несмотря на то, что на нём 17 треков, выбранные из 10 городов, из Парижа и Бирмингема, Талсы и Милана, Атланты и Дублина. Звучание альбома великолепно, он красиво записан и тщательно освоен. Второй диск представляет собой бонус и называется TOM TALES (Сказки Тома), это комические бромиды, странные размышления, необычные факты, которыми Том традиционно делится с аудиторией во время настройки фортепиано. Ожидаемые темы варьируются от ритуала насекомых до последнего вздоха Генри Форда.»

## Список композиций
Основной диск:
| №   | Название                                                                      | Записан               | Длительность |
| --- | ----------------------------------------------------------------------------- | --------------------- | ------------ |
| 1.  | «Lucinda/Ain't Goin' Down» (из альбома Orphans: Brawlers, Bawlers & Bastards) | в Бирмингеме 3 июля   | 5:37         |
| 2.  | «Singapore» (из альбома Rain Dogs)                                            | в Эдинбурге 28 июля   | 5:00         |
| 3.  | «Get Behind the Mule» (из альбома Mule Variations)                            | в Талсе 25 июня       | 6:26         |
| 4.  | «Fannin Street» (из альбома Orphans: Brawlers, Bawlers & Bastards)            | в Ноксвилле 29 июня   | 4:16         |
| 5.  | «Dirt in the Ground» (из альбома Bone Machine)                                | в Милане 19 июля      | 5:18         |
| 6.  | «Such a Scream» (из альбома Bone Machine)                                     | в Милане 18 июля      | 2:54         |
| 7.  | «Live Circus» (из альбома Real Gone)                                          | в Джексонвилле 1 июля | 5:04         |
| 8.  | «Goin' Out West» (из альбома Bone Machine)                                    | в Талсе 25 июня       | 3:48         |
| 9.  | «Falling Down» (из альбома Big Time)                                          | в Париже 25 июля      | 4:21         |
| 10. | «The Part You Throw Away» (из альбома Blood Money)                            | в Эдинбурге 28 июля   | 5:06         |
| 11. | «Trampled Rose» (из альбома Real Gone)                                        | в Дублине 1 августа   | 5:06         |
| 12. | «Metropolitan Glide» (из альбома Real Gone)                                   | в Ноксвилле 29 июня   | 3:09         |
| 13. | «I'll Shoot the Moon» (из альбома The Black Rider)                            | в Париже 24 июля      | 4:25         |
| 14. | «Green Grass» (из альбома Real Gone)                                          | в Эдинбурге 27 июля   | 3:20         |
| 15. | «Make It Rain» (из альбома Real Gone)                                         | в Атланте 5 июля      | 3:58         |
| 16. | «Story» (первое издание)                                                      | в Колумбусе 28 июня   | 2:02         |
| 17. | «Lucky Day» (из альбома The Black Rider)                                      | в Атланте 5 июля      | 3:47         |

Бонус диск:
| №  | Название | Длительность |
| -- | --- | ------------ |
| 1. | «Tom Tales» (включает песню «Picture in a Frame» из альбома Mule Variations, записанную в Эдинбурге 27 июля) | 35:53        |

## Участники записи
- Том Уэйтс — вокал, гитара
- Сит Форд-Янг — бас-гитара
- Винсент Генри — деревянные духовые музыкальные инструменты, губная гармоника
- Омар Торреc — гитара, банджо
- Патрик Уоррен — клавишные музыкальные инструменты
- Кейси Уэйтс — перкуссия
- Салливан Уэйтс — кларнет